# Srima
Srima är en ort i Kroatien.   Den ligger i länet Šibenik-Knins län, i den södra delen av landet, 230 km söder om huvudstaden Zagreb. Srima ligger 5 meter över havet och antalet invånare är 823.
Terrängen runt Srima är platt. Havet är nära Srima åt sydväst.  Närmaste större samhälle är Šibenik, 8,3 km öster om Srima. 